# Ministarstvo regionalnog razvoja i fondova Europske unije Republike Hrvatske
Ministarstvo regionalnog razvoja i fondova Europske unije, nositelj je politike ravnomjernog regionalnog razvoja čiji je cilj dodatno razvijati slabije razvijena područja u RH i tako smanjiti regionalne razvojne nejednakosti u Republici Hrvatskoj. Regionalni razvoj jedna je od najvažnijih smjernica Europske unije koja čak trećinu svoga proračuna izdvaja za razvoj slabije razvijenih regija u EU, kroz takozvanu kohezijsku politiku EU. Politika ravnomjernog regionalnog razvoja u RH podrazumijeva planiranje, provođenje i koordinaciju aktivnosti regionalne razvojne politike i uspostave cjelovitog sustava programiranja, upravljanja i financiranja regionalnog razvoja.
Donošenjem Zakona o regionalnom razvoju, a potom i prihvaćanjem Strategije regionalnog razvoja RH, uspostavljeni su temelji upravljanja politikom regionalnog razvoja usmjereni izgradnji ukupnog razvojnog potencijala u Republici Hrvatskoj.
Putem Uprave za integrirani regionalni razvoj i Uprave za regionalnu i lokalnu infrastrukturu stvaraju se uvjeti i provode aktivnosti kojima je cilj planiranje, provedba i vrednovanje programa namijenjenih razvoju jedinica lokalne samouprave, županija i širih regija, poticanje razvoja prekogranične, transnacionalne i međuregionalne suradnje, kao i priprema strateških i operativnih dokumenata te projekata za korištenje sredstava fondova Europske unije i ostalih međunarodnih izvora financiranja namijenjenih regionalnom razvoju.
Nastojeći smanjiti neuravnoteženosti u razvoju pojedinih područja i pripomoći stvaranju preduvjeta za održivi gospodarski i društveni razvoj, provode se programi i mjere izgradnje i modernizacije objekata komunalne i socijalne infrastrukture, temeljene na partnerstvu i solidarnosti.

## Djelokrug
Ministarstvo regionalnog razvoja i fondova Europske unije je tijelo državne uprave u Republici Hrvatskoj koje obnaša upravne i druge poslove koji se odnose na:
• planiranje i provođenje regionalne razvojne politike i uspostave cjelovitog sustava planiranja, programiranja, upravljanja i financiranja regionalnoga razvitka
• koordinaciju sudionika i aktivnosti vezanih uz planiranje, programiranje, provedbu, praćenje provedbe i vrednovanje godišnjih i višegodišnjih regionalnih razvojnih programa i projekata koji su namijenjeni razvitku županija i širih regija, poticanju razvitka područja koja zaostaju za nacionalnim razvojnim prosjekom, poticanju razvitka prekogranične, međuregionalne i transnacionalne suradnje kao i na pripremu prioriteta i višegodišnjih i godišnjih strateških i operativnih dokumenata za korištenje sredstava fondova Europske unije i ostalih međunarodnih izvora financiranja namijenjenih regionalnom razvitku
• predlaganje izmjena sustava upravljanja regionalnim razvitkom
• predlaganje i koordinaciju provedbe državnih poticajnih mjera i regionalnih razvojnih programa i projekata te praćenje njihove provedbe i vrednovanje njihovih učinaka
• koordinaciju i vođenje svih međuresornih radnih skupina vezano uz regionalni razvitak i koordinaciju svih poslova vezanih za usklađivanje s Europskom unijom na području regionalne politike i upravljanja strukturnim instrumentima
• suradnju i koordinaciju potrebnih aktivnosti s jedinicama lokalne i regionalne (područne) samouprave, te s ostalim sudionicima i nositeljima u pripremi, organizaciji i provedbi razvojnih programa i projekata
• pripremu strateških dokumenata koji uređuju nacionalne razvojne ciljeve i prioritete za korištenje sredstava iz fondova Europske unije te prati provedbu mjera i aktivnosti utvrđenih takvim strateškim dokumentima; koordinira poslove vezane uz upravljanje programima Europske unije otvorenih Republici Hrvatskoj, te u okviru svojeg djelokruga surađuje s institucijama i tijelima Europske unije i državama članicama
• održivi razvitak Jadranskog mora, otoka i priobalja; predlaganje razvojne politike i uspostave cjelovitog sustava planiranja, programiranja, upravljanja i financiranja razvitka otoka i priobalja, planiranje, izradu i provedbu strateških dokumenata i projekata prometne, komunalne i društvene infrastrukture na otocima i u priobalju; pokretanje, usklađivanje i nadzor poslova određenih aktima i propisima kojima se uređuje razvitak otoka i priobalja
• zbrinjavanje i pomoć prognanicima, izbjeglicama i povratnicima za njihov povratak i poslove koji se odnose na obnovu stambenih jedinica, objekata infrastrukture i javne namjene te drugih objekata uništenih ratnim djelovanjima značajnim za razvitak područja stradalih u Domovinskom ratu
• upravne i druge poslove koji se odnose na sudjelovanje u radu tijela Europske unije na područjima iz nadležnosti ministarstva

## Vanjske poveznice
- Službene stranice  Arhivirana inačica izvorne stranice od 14. travnja 2012. (Wayback Machine)